# Waldbahn Oparino
| Waldbahn Oparino               | Waldbahn Oparino    |
| ------------------------------ | ------------------- |
| Kranwagen der Waldbahn Oparino |                     |
| Streckenverlauf                |                     |
| Streckenlänge:                 | 76 km               |
| Spurweite:                     | 750 mm (Schmalspur) |
|                                |                     |

Die Waldbahn Oparino (russisch Узкоколейная железная дорога Опаринского ЛПХ, transkr. Uskokoleinaja schelesnaja doroga Oparinskowo LPCh, transl. Uzkokolejnaâ železnaâ doroga Oparinskogo LPH) ist eine 76 km lange Schmalspurbahn bei Oparino in der Oblast Kirow in Russland.

## Geschichte
Die Waldeisenbahn hat eine Spurweite von 750 mm. Sie wurde 1952 geplant und von 1952 bis 1955 errichtet. 1955 begann der planmäßige Holztransport von den im Wald gelegenen Dörfern nach Oparino. Zu ihrer Blütezeit war das Streckennetz über 100 km lang. 76 km davon sind noch das ganze Jahr über in Betrieb (2016). 2016 wurden Reparaturen an den Gleisen durchgeführt.

## Fahrzeuge

### Lokomotiven
- ТУ4 – № 2440
- ТУ6А – № 1032, 3065, 3751
- ТУ6Д – № 0377
- ТУ7А – № 2351, 2761, 3308
- ТУ8 – № 0514

### Güter- und Personenwagen
Es gibt mehrere Langholzwagen, offene und geschlossene Güterwagen, Tankwagen, Schüttgutwagen für den Schottertransport beim Gleisbau sowie mindestens einen Schneepflug und einen Kran des finnischen Typs 5E (№ 1724 von Valmet). Außer Personenwagen gibt es auch einfache Speise- oder Aufenthaltswagen.